# Моршинський заказник
Мо́ршинський зака́зник — ландшафтний заказник місцевого значення в Україні. Розташований у межах Стрийського району Львівської області, поруч з містом Моршином. 
Загальна площа 3084,60 га. Створений у 1997 році. Перебуває у віданні ДП «Стрийський лісгосп» (Лисовецьке лісництво, кв. 7-48, 50-69). 
Метою створення заказника є збереження типових насаджень букових, дубових і грабових насаджень віком понад 100 років та цінного високобонітетного насадження ялиці білої природного походження.

## Опис
Заказник складається з двох частин, які розташовані на схід і захід від Моршина. Рельєф території рівнинно-хилястий, пересічений численними ярами та балками. Ґрунти дерново-підзолисті, поверхнево оглеєні, вологі. 
В трав'яному покритті трапляється: папороть жіноча, орляк, медунка, печіночниця, копитняк, конвалія, фіалка, барвінок, кропива глуха, кислиця, осока трясучкоподібна, зірочник лісовий, анемона дібровна, барвінок малий тощо. Серед дерев: ялина європейська, ялиця біла, береза повилса, яблуня Сіверса, яблуня лісова, явір, дуб черешчатий, липа серцелиста, граб звичайний, горобина звичайна, ліщина звичайна, малина звичайна, бузина червона, верба попеляста та інші.
На території заповідника створені вольєри для тимчасового утримання та розведення популяції оленя благородного. Заказник має цінне природоохоронне та рекреаційне значення. 

## Заповідний режим
На території заказника забороняєтсься:
- розведення вогнищ;
- проїзд і стоянка автотранспорту;
- полювання і рибалка, знищення та відлов птахів і тварин, руйнування їхніх гнізд і нір;
- застосування хімічних засобів боротьби зі шкідниками;
- випасання домашніх тварин.